# Przejście graniczne Gdańsk-Rębiechowo
Przejście graniczne Gdańsk-Rębiechowo – polskie lotnicze przejście graniczne położone w województwie pomorskim, w gdańskiej dzielnicy Matarnia, na terenie Portu lotniczego Gdańsk-Rębiechowo.

## Opis
Lotnicze przejście graniczne Port lotniczy Gdańsk-Wrzeszcz ustalono Zarządzeniem Ministra Spraw Wewnętrznych z 14 września 1965 roku zmieniające zarządzenie w sprawie ogłoszenia przejść granicznych lądowych przeznaczonych dla ruchu granicznego, rodzajów ruchu granicznego przez te przejścia oraz przejścia graniczne morskie i lotnicze, jak również w sprawie czasu otwarcia przejść granicznych.
Przejście graniczne Gdańsk-Wrzeszcz powstało 1967 roku lotnisku Gdańsk-Wrzeszcz, wraz z momentem otwarcia międzynarodowych połączeń lotniczych, kiedy to lotnisko uzyskało status międzynarodowego portu lotniczego, w którym dopuszczony był ruch osobowy i towarowy. Otwarte było tylko w czasie odprawy przed startem i po lądowaniu statków powietrznych w lotach regularnych i czarterowych. W czerwcu 1974 roku przejście graniczne zostało przeniesione na nowo wybudowane lotnisko w Rębiechowie i przyjęło nazwę Przejście graniczne Gdańsk-Rębiechowo zmieniając status na przejście graniczne lotnicze ogólnodostępne.
Kontrolę graniczną osób, towarów i statków powietrznych do 15 maja 1991 roku wykonywały Wojska Ochrony Pogranicza, a od 16 maja 1991 roku organa Straży Granicznej. Początkowo wykonywała to Graniczna Placówka Kontrolna Gdańsk-Rębiechowo, od 16 maja 1991 roku Graniczna Placówka Kontrolna Straży Granicznej w Gdańsku-Rębiechowie, a od 24 sierpnia 2005 roku Placówka Straży Granicznej w Gdańsku. Natomiast kontrolę celną wykonują organa Służby Celnej, tj. Oddział Celny Port Lotniczy Gdańsk-Rębiechowo.

## Zasięg terytorialny
Zasięg terytorialny lotniczego przejścia granicznego Gdańsk-Rębiechowo w której dokonuje się kontroli granicznej i kontroli bezpieczeństwa osób, bagaży, towarów i statków powietrznych ustala właściwy miejscowo wojewoda w porozumieniu z zarządzającym lotniskiem oraz właściwym komendantem oddziału Straży Granicznej, a w przypadku gdy w przejściu tym wykonywane są czynności w ramach dozoru celnego, także z właściwym dyrektorem izby administracji skarbowej. W przypadku gdy w lotniczym przejściu granicznym wykonywana jest graniczna kontrola weterynaryjna, właściwy miejscowo wojewoda ustala strefy lotniska o których wyżej mowa, także w porozumieniu z granicznym lekarzem weterynarii.